# Tygodnik Siedlecki
Tygodnik Siedlecki – gazeta lokalna wydawana na terenie powiatów (teren dawnego województwa siedleckiego) województwa mazowieckiego:
- siedleckiego (w tym miasta Siedlce),
- mińskiego,
- garwolińskiego,
- sokołowskiego,
- węgrowskiego,
- łosickiego

województwa lubelskiego
- łukowskiego

Wydawcą jest Wydawnicza Spółdzielnia Pracy „STOPKA” w Siedlcach.
Tygodnik ukazuje się w środy w objętości 54 stron formatu A3.

## Historia
Początki gazety sięgają lat osiemdziesiątych XX wieku, od 1980 do 1981 roku, był to sobotnio-niedzielny dodatek do regionalnego dziennika „Nasza Trybuna” (wcześniej „Trybuna Mazowiecka”), wydanego przez Warszawskie Wydawnictwo Prasowe, wchodzące w skład RSW Prasa-Książka-Ruch.
Pierwszy numer „Tygodnika Siedleckiego”, przygotowany przez samodzielną redakcję ukazał się 6 czerwca 1982 roku.
Redaktorem naczelnym został Krzysztof Harasimiuk, a zespół redakcyjny tworzyli: Anna Figat, Stanisław Celiński, Janusz Grudzień, Zofia Juśkiewicz i Janusz Mazurek (fotoreporter).
W związku z likwidacją RSW Prasa-Książka-Ruch, w 1990 roku została utworzona spółdzielnia pracy dziennikarzy – Wydawnicza Spółdzielnia Pracy „STOPKA”, która od komisji likwidacyjnej RSW otrzymała prawo wydawania „Tygodnika Siedleckiego”. (Przekazanie tytułu na własność WSP „STOPKA” nastąpiło 31 stycznia 1991 roku).
Od 1993 roku  gazeta  była drukowana w Wojskowych Zakładach Graficznych w Warszawie, zmieniła też wtedy Format na A3. Od do czerwca 2001 drukowana jest drukarni Agora S.A.
Od lipca 1996 roku w pełnym kolorze było drukowanych 8 kolumn, obecnie – oprócz 10 stron informacyjnych – wszystkie strony są kolorowe.
15 listopada 1998 roku (przed wejściem w życie nowej reformy administracyjnej), wprowadzone zostało bliźniacze wydanie: „TS” – Informacje, a w głównym wydaniu gazety wprowadzono 12-stronicową wkładkę „Tygodnik w Powiatach”. „TS” – Informacje, z powodu małego zainteresowania czytelników, został zawieszony.

## Redakcja
- Paweł Świerczewski – prezes zarządu,
- Dariusz Kuziak - redaktor naczelny,
- Joanna Jońska – członek zarządu, kierownik biura reklamy,